# Pterocaulon sphaeranthoides
Pterocaulon sphaeranthoides là một loài thực vật có hoa trong họ Cúc. Loài này được (DC.) F.Muell. miêu tả khoa học đầu tiên.